# نیاگارا فالز (نیویورک)
نیاگارا فالز (به انگلیسی: Niagara Falls) شهری در شهرستان نیاگارا ایالت نیویورک است که در سرشماری سال ۲۰۱۰ میلادی، ۵۰۱۹۳ نفر جمعیت داشته است. نیاگارا فالز، به‌طور رسمی در تاریخ ۱۸۹۲ میلادی به‌عنوان یک شهر شناخته شد.

## نگارخانه

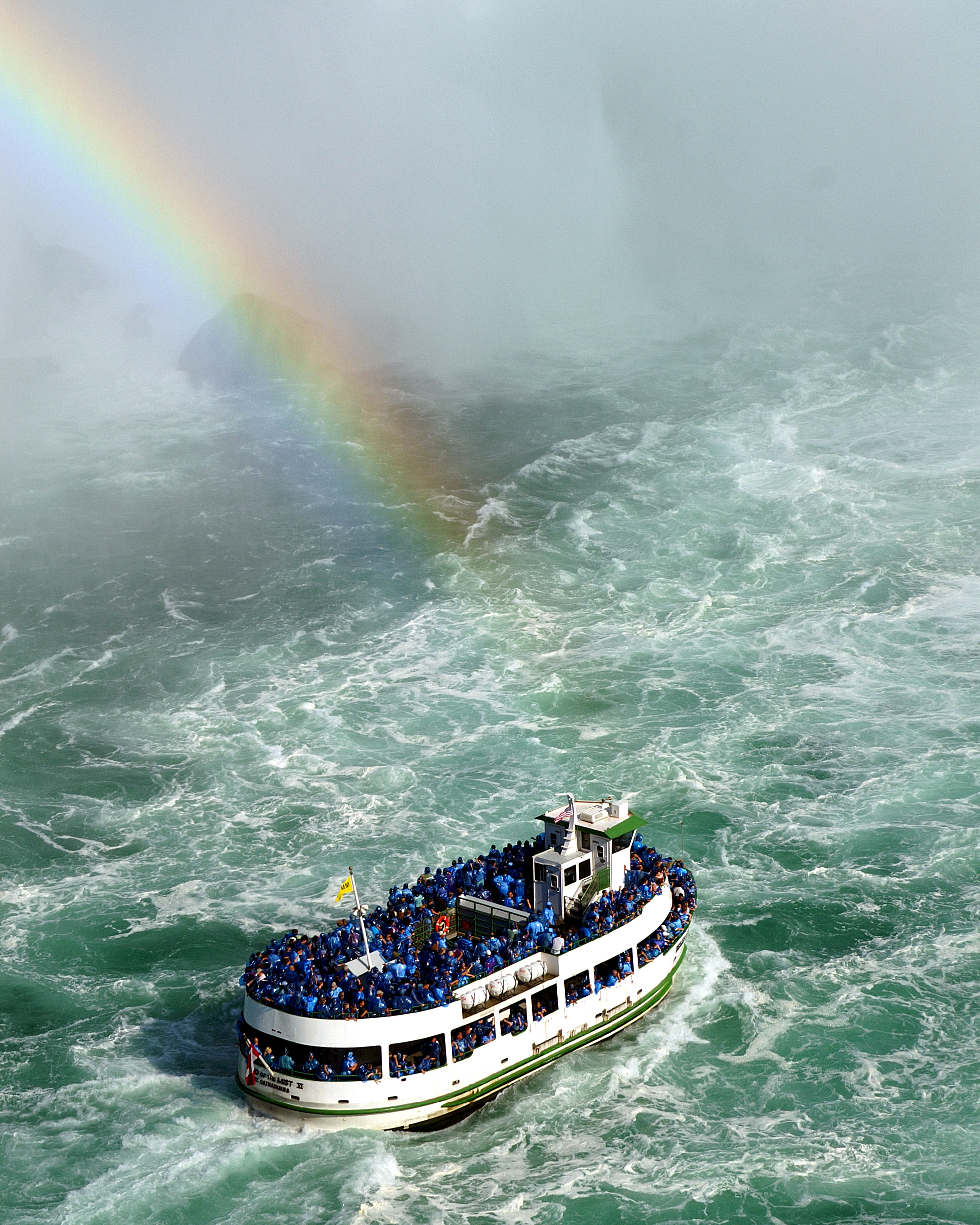
تصویری از قایق تفریحی در قسمت کانادایی از آبشار نیاگارا